# Laman Panjang
Laman Panjang is een bestuurslaag in het regentschap Bungo van de provincie Jambi, Indonesië. Laman Panjang telt 652 inwoners (volkstelling 2010).